# Ricardo Fiúza
Ricardo Ferreira Fiúza (Fortaleza, 6 de setembro de 1939 — Recife, 12 de dezembro de 2005) foi um advogado, pecuarista e político brasileiro. Ministro da Ação Social no Governo Collor, foi um dos deputados mais poderosos do Congresso Nacional. A CPI dos Anões do Orçamento investigou se no período em que chefiou a Comissão de Orçamento, Fiúza teria beneficiado uma sua fazenda com verbas federais. Tal acusação recusada pela Comissão de Constituição e Justiça do Congresso, cujo parecer foi posteriormente aprovado pelo plenário da Câmara dos Deputados por 208 votos favoráveis.

## Biografia
Ricardo Ferreira Fiúza nasceu em Fortaleza (CE) no dia 6 de setembro de 1939, filho de Fernando Fiúza Pequeno e de Maria de Lurdes Fiúza. Na juventude, mudou-se para a cidade do Recife, capital do Estado de Pernambuco, para concluir seus estudos. Bacharelou-se em ciências jurídicas e sociais pela Faculdade de Direito da Universidade Federal de Pernambuco (UFPE), em 1963, aos 24 anos.
Iniciou sua vida política em 1970, eleito como Deputado Federal por Pernambuco pela Aliança Renovadora Nacional (ARENA), partido de sustentação ao regime da ditadura militar, instalado no país em abril de 1964. Consecutivamente foi eleito por mais seis mandatos, passando pelos partidos PDS, PFL e PPB que posteriormente mudaria de nome para PP.
Assumiu sua cadeira em fevereiro de 1971, e nessa legislatura foi vice-presidente e membro titular da Comissão de Fiscalização Financeira e Tomada de Contas, além de ter sido titular da Comissão da Bacia do São Francisco e suplente da Comissão de Orçamento.
Nas eleições de novembro de 1974 reelegeu-se deputado federal, ainda pela ARENA. Iniciou o mandato em fevereiro do ano seguinte, e no decorrer dos trabalhos parlamentares, voltou a atuar como membro titular da Comissão de Fiscalização Financeira e Tomada de Contas. 
Em 1975, tornou-se titular da Comissão de Constituição e Justiça e suplente da Comissão de Economia, Indústria e Comércio. Foi relator substituto da Comissão Parlamentar de Inquérito (CPI) sobre o Proterra, onde seguiu coordenando a bancada de Pernambuco na Câmara até 1978.
No pleito realizado em novembro de 1978 obteve o terceiro mandato consecutivo pela mesma legenda e reassumiu sua cadeira na Câmara dos Deputados em fevereiro do ano seguinte.
Em 1979, foi vice-líder de seu partido na Câmara, e com a extinção do bipartidarismo e a consequente reformulação partidária em 29 de novembro desse ano, filiou-se ao Partido Democrático Social (PDS) — agremiação que sucedeu a extinta Arena em seu apoio ao governo —, no qual passou também a vice-líder. Durante essa legislatura, o deputado foi membro efetivo da Comissão de Economia, Indústria e Comércio, além de suplente da Comissão de Constituição e Justiça, da CPI que investigou as causas das elevadas taxas de juros nos diversos setores do Sistema Financeiro Nacional, e da CPI criada para apurar denúncias de atos de corrupção que teriam sido praticados em órgãos do governo.
No pleito de novembro de 1982, foi eleito pela quarta vez consecutiva deputado federal por Pernambuco, sendo este seu segundo mandato na legenda do PDS. Reassumiu sua cadeira na Câmara dos Deputados em fevereiro do ano seguinte. Em seu quarto mandato federal, foi membro titular na CPI da Dívida Externa e na CPI do Sistema Bancário.
Em 25 de abril de 1984, Fiúza votou contra a Emenda Dante de Oliveira, que propôs eleições diretas para presidente da República em novembro daquele ano. Como a emenda não obteve o número de votos indispensáveis à sua aprovação, votou, em obediência à orientação partidária, a favor do candidato do regime militar Paulo Maluf, no Colégio Eleitoral reunido em 15 de janeiro de 1985, depois de ter apoiado a candidatura de Mário Andreazza à presidência. O resultado do Colégio Eleitoral daria, entretanto, a vitória ao candidato oposicionista Tancredo Neves, eleito novo presidente da República pela Aliança Democrática, união do Partido do Movimento Democrático Brasileiro (PMDB) com a dissidência do PDS abrigada na Frente Liberal. Contudo, Tancredo Neves não chegou a ser empossado na presidência da República, vindo a falecer em 21 de abril de 1985. Seu substituto no cargo foi o vice José Sarney, que já vinha exercendo interinamente o cargo desde 15 de março desse ano.
Ainda em 1985, deixou o PDS para filiar-se ao Partido da Frente Liberal (PFL), no qual elegeu-se para o seu quinto mandato consecutivo em novembro de 1986. Durante os trabalhos da Assembleia Nacional Constituinte, iniciados em 1º de fevereiro de 1987, atuou como titular da Comissão de Sistematização e da Comissão de Redação, e como suplente da Subcomissão dos Municípios e Regiões, da Comissão da Organização do Estado. Foi também relator da Subcomissão de Defesa do Estado, da Sociedade e de sua Segurança, da Comissão da Organização Eleitoral, Partidária e de Garantia das Instituições. Nessa condição, manteve em seu relatório todas as propostas apresentadas pelo Ministério do Exército ao Congresso Constituinte, optando por não alterar as principais destinações constitucionais das Forças Armadas, até mesmo a sua discutida atuação na defesa interna. Votou a favor do presidencialismo e do mandato de cinco anos para o presidente da República José Sarney. Pronunciou-se contra o rompimento de relações diplomáticas com países com política de discriminação racial, a pena de morte, a limitação do direito de propriedade privada, o mandato de segurança coletivo, a jornada semanal de 40 horas, o turno ininterrupto de seis horas, a soberania popular, o voto aos 16 anos, a nacionalização do subsolo, a criação de um fundo de apoio à reforma agrária, a legalização do jogo do bicho, a desapropriação da propriedade produtiva e a estabilidade no emprego. Nesta época chegou a defender a eliminação de pelo menos 80% das empresas estatais brasileiras.
Em 20 de janeiro de 1992, foi nomeado ministro da Ação Social. E em 10 de setembro do mesmo ano, foi nomeado ministro da Casa Civil do presidente Fernando Collor de Mello. Em 27 de setembro, deixou o governo para comandar a tropa de choque na votação do impeachment na Câmara.
Ex-líder do PFL, Fiúza foi apontado pela CPI do Orçamento como um dos parlamentares que participavam do esquema de distribuição dos recursos orçamentários. A CPI recomendou a cassação do parlamentar, mas ele foi absolvido pelo plenário da Câmara.
Foi relator na Câmara do projeto Código Civil, sancionado em 2002, que introduz inovações como a redução da maioridade civil de 21 para 18 anos, a extensão da guarda dos filhos aos pais—que no texto ainda é prerrogativa apenas das mães, e a concessão de maior autonomia às mulheres chefes de família.
Em 2003 propôs o PROJETO DE LEI Nº 1056 de abril de 2003, com o objetivo de alterar a redação do art. 58 lei nº 6.015/73, que dispõe sobre os registros públicos e disciplinar outras hipóteses excepcionais de alteração do prenome, além daquelas já previstas na redação então vigente do referido dispositivo, onde só era possível a alteração do prenome nos casos de evidente erro gráfico ou de prenomes suscetíveis de expor ao ridículo os seus portadores. Segundo o próprio Deputado, era necessário “assegurar, ao menos uma única vez, a oportunidade de convalidar, pelo silêncio, a escolha feita pelos pais, ou mudá-la se assim o desejar”. No texto deixou claro ainda que o acolhimento da proposta resolveria em definitivo, o "problema dos homossexuais e transsexuais que tanta dificuldade enfrentavam para obtenção judicial da alteração de seus prenomes".
Fiúza morreu em 12 de dezembro de 2005, aos 66 anos, na sua residência na capital pernambucana em decorrência de um câncer.
Era casado com Ilse Chaves Fiúza, com quem teve quatro filhos.